# Pfauenschleimfisch
Der Pfauenschleimfisch (Salaria pavo) gehört zur Gattung Salaria innerhalb der Familie der Schleimfische (Blenniidae). Die Art ist im Ostatlantik, dem Mittelmeer und im westlichen Schwarzen Meer vorkommend.
Es handelt sich um einen kleineren, unbeschuppten Fisch mit charakteristischer, geschlechtsspezifischer Färbung.
Der Pfauenschleimfisch ist auf felsigem Untergrund in der Gezeitenzone zu finden. Die Männchen der Art bewohnen kleine Spalten oder Löcher im Untergrund, welche ihnen als Nest dienen. Während der Paarungszeit wird ein Nest von verschiedenen Weibchen besucht, die ihren Laich dort deponieren.

## Aussehen und Merkmale
Der Pfauenschleimfisch hat einen langgestreckten und seitlich abgeflachten Körper, dessen Länge zwischen 8 und 12 Zentimetern beträgt. Er besitzt eine durchgehende Rückenflosse (Dorsalis). Diese hat zwölf Hartstrahlen und 22 Weichstrahlen, dazwischen befindet sich keine Einkerbung. Die Analflosse (Analis) besteht aus zwei Hartstrahlen, gefolgt von 23–24 Weichstrahlen. Die paarig angelegten Brustflossen (Pectoralia) bestehen aus 14 Weichstrahlen und sind kurz. Kurz bedeutet hier, dass sie nicht zwei Drittel der Länge bis zur Schwanzflosse erreichen. Die paarigen Bauchflossen (Ventralia) besitzen einen Hart- und drei Weichstrahlen und sind kehlständig, d. h. die Bauchflossen stehen vor den Brustflossen und ungefähr auf Höhe der Kehle.
Der Pfauenschleimfisch besitzt kurze, ungefranste Tentakeln über den Augen, welche kürzer sind als der Augendurchmesser. Er weist einen starken Geschlechtsdimorphismus auf. Die Männchen sind gelbgrün-grün gefärbt, haben sechs bis sieben blaue Querstreifen oder Punkte auf dem Körper und tragen hinter dem Auge einen rotbraun-schwarzen, blau umrandeten Augenfleck. Sie sind deutlich größer als die Weibchen und tragen einen häutigen Kamm auf dem Kopf, welcher während der Paarungszeit stark anschwillt. Die Färbung dieses Scheitelkamms ist gelb-orange. Die Färbung der Weibchen ist mattgrün-bräunlich und ihre Querstreifung, sowie ihr Augenfleck, sind wesentlich undeutlicher erkennbar.
Eine Verwechslungsgefahr besteht mit Salaria basilisca. Dieser trägt auf dem Körper deutliche blaue vertikale Linien mit dunkler Färbung dazwischen, welche beim Pfauenschleimfisch weniger stark ausgeprägt sind. Zusätzlich fehlt Salaria basilisca der Augenfleck. Des Weiteren kann man den Pfauenschleimfisch mit Aidablennius sphinx verwechseln. Allerdings hat Aidablennius sphinx eine deutlich eingekerbte Rückenflosse (Dorsalis) und keinen Scheitelkamm.
Fast alle Schleimfische, so auch der Pfauenschleimfisch, besitzen keine Schwimmblase. Entsprechend angepasst ist ihre Lebensweise (siehe Lebensraum). Wie alle Vertreter der Schleimfische (Bleniidae) hat er keine Schuppen. Um sich vor Austrocknung zu schützen, besitzen Schleimfische eine große Zahl an Schleimzellen auf ihrer Haut. Der so produzierte Schleim hält die Haut feucht, sogar wenn die Nestgelegenheit während der Ebbe trockenfällt.

## Verbreitungsgebiet und Lebensraum
Zum Verbreitungsgebiet des Pfauenschleimfischs gehört der Ostatlantik, das Mittelmeer und das Schwarze Meer. Lediglich an der nordafrikanischen Küste im östlichen Mittelmeer ist diese Art nicht zu finden. Sie gehört zu den häufigsten Schleimfischen (Bleniidae) im Mittelmeer.
Durch das Fehlen einer Schwimmblase ist der Lebensraum von Salaria pavo substratorientiert. Seichtes Wasser innerhalb der Gezeitenzone oder auch Fluttümpel mit felsigem Untergrund sind der Lebensraum von Salaria pavo. Die Männchen bewohnen kleine Spalten, Löcher oder Felsröhren. Sollten diese bei Ebbe austrocknen, so verlassen die Männchen sie trotzdem nicht. Ihre Schleimzellen schützen sie hierbei vor Austrocknung. Im Gegensatz dazu kommen die Weibchen meist freischwimmend vor.

## Ernährung
Der Pfauenschleimfisch zeigt eine generalistische Ernährungsweise. Das bedeutet, dass sich die Art in ihrer Ernährung an die entsprechenden Umweltbedingungen anpassen kann. So wurde in Studien im westlichen Mittelmeer eine eher pflanzliche Ernährung festgestellt, im östlichen Mittelmeer nahe Israel hingegen eine eher tierisch-basierte Ernährung.

## Paarungsverhalten

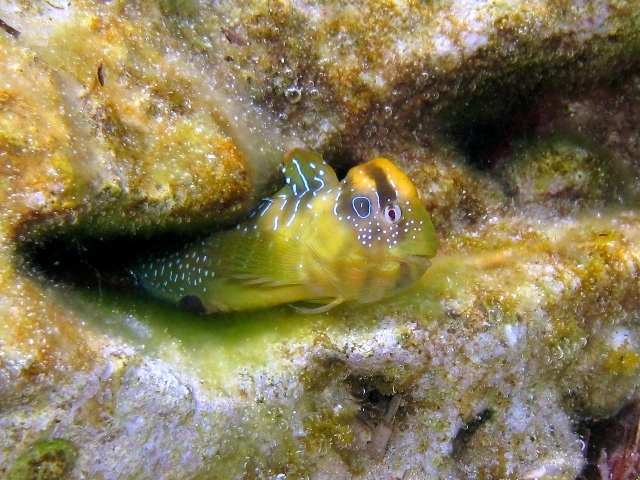
Pfauenschleimfisch (Salaria pavo) mit während der Paarungszeit angeschwollenem, gelblich gefärbtem Scheitelkamm. Gut zu erkennen ist auch der bestimmungsrelevante Augenfleck.

Bem Pfauenschleimfisch handelt es sich um eine ovipare Art. Die Weibchen legen Eier, welche von den Männchen befruchtet werden.
Die Laichzeit liegt zwischen Mai und Juli. Die Weibchen legen ihren Laich in mehreren Nestern ab und auch die Männchen akzeptieren Laich von mehreren Weibchen in ihrem Nest. Im Allgemeinen umwerben die Männchen die Weibchen und versuchen diese so in ihr Nest zu locken. Die Männchen zeigen Balzverhalten in einem gewissen Umkreis um das Nest, welcher auch territorial verteidigt wird. Zur Balz gehört eine hell-leuchtende Färbung, ruckhafte Schwimmbewegungen, oder auch der Versuch die Weibchen in das Nest zu jagen. Die Weibchen nehmen in der Regel in der Balz eine eher passive Rolle ein.

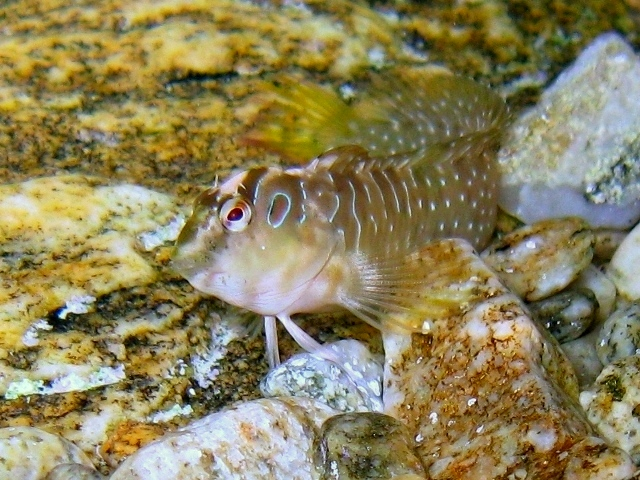
Pfauenschleimfisch (Salaria pavo) mit mattgrün-bräunlicher Färbung, schwächerer Querstreifung, sowie undeutlicherem Augenfleck.

Die Männchen können sich in Größe und Aussehen unterscheiden. Männchen, die ein Nest besitzen, sind in der Regel größer und entsprechend auffällig gefärbt. Der häutige Kamm (Scheitelkamm) schwillt während der Paarungszeit stark an und zeigt eine gelb-orange Färbung. Kleinere Männchen, die kein eigenes Nest besitzen, können den Weibchen morphologisch sehr ähnlich sehen und legen dann auch ein ähnliches Verhalten an den Tag. Man bezeichnet diese als „sneaker males“. Sie versuchen sich so in das Nest eines anderen Männchens zu schleichen und die dort bereits abgelaichten Eier zu befruchten. Zusätzlich zu den weiblichen Verhaltensmustern haben „sneaker males“ auch keinen Scheitelkamm auf dem Kopf. Durch die optische Ähnlichkeit und weibliche Verhaltensmuster ist es für Nest-besitzende Männchen schwer diese „sneaker males“ von echten Weibchen zu unterscheiden.
Größere Männchen, die kein Nest besitzen agieren als „floaters“ und versuchen den nistenden Männchen ihre Nester streitig zu machen und abzujagen.
Oliveira et al. (2009) haben gezeigt, dass ökologische Rahmenbedingungen eine Umkehrung der Geschlechterrollen bewirken können, sowie alternative Reproduktionstaktiken der Männchen hervorbringen. Im untersuchten Gebiet waren Nestmöglichkeiten für den Pfauenschleimfisch knapp, entsprechend hoch ist die Konkurrenz um ein Nest zwischen den Männchen. Diese Knappheit an Nestmöglichkeiten führte in Ria Formosa (Portugal) zu veränderten Geschlechterrollen und Reproduktionstaktiken. In Folge der begrenzten Anzahl an Männchen mit Nest werben nun die Weibchen um die Männchen. Zum Höhepunkt der Paarungszeit hin sind folglich viele „non-nesting floater males“ zu finden. Es wurde beobachtet, dass kleinere Männchen nicht mit den größeren Männchen um die Nester konkurrieren können. Entsprechend zeigten sich veränderte Reproduktionstaktiken: morphologisch ähneln viele der kleineren Männchen sehr stark den Weibchen und ahmen auch das komplexe Reproduktionsverhalten der Weibchen nach. So können sie sich in die Nester der Männchen begeben und die dort bereits gelegten Eier befruchten – sie agieren als „sneaker males“.

## Brutpflege
Die Männchen betreiben Brutpflege, deren Länge variieren kann. Wenn das Männchen das Nest für mehrere Wochen bewacht, dann können mehrere Weibchen ihre Eier in das Nest ablegen und das Männchen befruchtet diese nachfolgend. Dadurch wird die Dauer der Brutpflege deutlich verlängert.

### Kosten der Brutpflege
Durch die Brutpflege der Männchen steigen deren Kosten für die Reproduktion, was sich in vermindertem Fressverhalten (feeding opportunities) zeigt. Während der Brutzeit zeigen Männchen mit Nest eine verminderte Nahrungsaufnahme und entsprechend einen größeren Anteil an leeren Mägen im Vergleich zu Weibchen. Auch verlieren nistende Männchen in dieser Zeit an Gewicht und wachsen nicht. Dies liegt unter anderem daran, dass die Männchen ihre Nester nicht verlassen können, ohne Gefahr zu laufen, dass ein „floater“ Männchen oder ein „sneaker male“ sich in ihr Nest begibt und wieder vertrieben werden muss, beziehungsweise die Eier dort unbemerkt befruchtet wurden.
Eine Möglichkeit, Energiedefizite durch die verminderten Gelegenheiten der Nahrungssuche auszugleichen, ist Brutkannibalismus. Brutkannibalismus wurde bereits bei anderen Arten beobachtet (e.g. Oxylebius pictus Gill von DeMartini (1987); Gasterosteus aculeatus L. von FitzGerald (1991); Hypsypops rubicundus (Girard) von Sikkel (1994); auch in FitzGerald (1992)) und auch beim Pfauenschleimfisch nachgewiesen. Dieses Verhalten kann der Brutpflege dienen, indem so tote oder kranke Embryos aus dem Nest entfernt werden. Allerdings wurden auch völlig intakte Embryos von den Männchen konsumiert, was für einen Konsum als Nahrung spricht.

## Einfluss von Umweltbedingungen
Der Salzgehalt des Meerwassers kann je nach Bereich variieren. So ist es möglich, dass zum Beispiel Gezeitentümpel in der Brandungszone bei Ebbe vom Rest des Meeres abgetrennt werden und das unter anderem durch Verdunstung ein erhöhter Salzgehalt entsteht. Der Pfauenschleimfisch ist eine euryhaline Art. Das bedeutet, dass er Schwankungen im Salzgehalt (Salinität) des Wassers tolerieren kann. Im Kontrast hierzu kann er aber auch mit einer verringerten Salinität auskommen. Dies ist in der sogenannten Brackwasserzone der Fall. Hier trifft ein Fluss (Süßwasser) auf das Salzwasser des Meeres. Durch die Durchmischung von stark salzigem Meerwasser mit dem süßen Flusswasser entstehen Bereiche mit einem stark verminderten Salzgehalt. Auch verschmutzte Gewässer können von dieser Art bewohnt werden.

## Taxonomie und Systematik
Zwei Synonyme sind vom Pfauenschleimfisch bekannt:
- Blennius pavo Risso 1810 (Protonym)
- Lipophrys pavo (Risso 1810)

Die Erstbeschreibung des Pfauenschleimfisch erfolgte 1810 durch Joseph Antoine Risso unter dem Namen Blennius pavo. Norman (1943) führte die Salaria-Arten unter der Gattung Blennius auf. Daraus ergab sich weiter der Name Blennius pavo für den Pfauenschleimfisch. Bath (1977) plädierte für eine Zugehörigkeit zur Gattung Salaria, entsprechend der Name Salaria pavo der auch heute wieder benutzt wird. Publikationen von Bock und Zander (1986) sowie Zander (1986) revidierten diese Zugehörigkeit jedoch zunächst und ordnete den Pfauenschleimfisch der Gattung Lipophrys zu, entsprechend der Name Lipophrys pavo.
Neuere molekulare Studien zur Systematik der Schleimfische (Blenniidae) haben ergeben, dass der Pfauenschleimfisch in Folge genetischer Ähnlichkeiten zur Gattung Salaria zu zählen ist und entsprechend den wissenschaftlichen Artnamen Salaria pavo tragen sollte.

## Verwendung und Gefährdung
Der Pfauenschleimfisch wird nicht kommerziell genutzt. Bei der traditionellen Fischerei von kleineren, nicht-kommerziellen Betrieben (pêche artisanale/artisanal fisheries) wird diese Art gefangen, daher ist sie manchmal frisch auf lokalen Fischmärkten zu finden. Bei der kommerziellen Fischerei kann es lediglich vorkommen, dass sie als Beifang anfällt und dann entsprechend auch auf lokalen Fischmärkten verkauft wird.
Da die Art nicht kommerziell genutzt wird, wird die Entwicklung der Population als stabil eingestuft und sie ist laut Roter Liste der IUCN nicht gefährdet (LC = least concern).